# Johann Michael Stumm
Johann Michael Stumm (* 10. April 1683 in Sulzbach; † 22. April 1747) war ein deutscher Orgelbaumeister im 18. Jahrhundert. Er war der Begründer der Orgelbauerfamilie Stumm, die über sieben Generationen hinweg Orgeln baute.

## Leben und Werk
Johann Michael Stumm wurde am 10. April 1683 als sechstes Kind des Schmiedes Christian Stumm († 1719) in Sulzbach geboren. Der Tradition gemäß absolvierte er zunächst eine Lehre als Goldschmied. Nach dem Gewinn einer kleinen Hausorgel in einer Lotterie, die reparaturbedürftig war, wandte sich Johann Michael Stumm dem Orgelbau zu. Unklar ist, bei wem er seine Lehrjahre als Orgelbauer verbrachte und wer ihn maßgeblich beeinflusste. Infrage kommen beispielsweise Jacob Irrlacher, Johann Hoffmann, Johann Jakob Dahm und Otto Reinhard Mezenius, von denen jedoch bislang niemand als Lehrmeister Stumms nachgewiesen werden konnte. Als Meister wird er erstmals im Vertrag für die Orgel in Münstermaifeld 1722 bezeichnet. Sein Werksstil ist stark von der französischen Schule der Zeit beeinflusst.
Seine Instrumente erlangten nach und nach überragenden Ruf, zunächst im Hunsrück, dann in den rheinischen Landen und schließlich weit darüber hinaus. Zwanzig Orgeln von ihm sind ganz oder teilweise erhalten geblieben. Sein Werkverzeichnis findet sich hier.
Johann Michael Stumm heiratete im Jahr 1706 Eulalia Gertraude Laux in Sulzbach, wo er sich 1714 niederließ. Den beiden wurden zwei Töchter und sechs Söhne geschenkt, von denen wiederum drei selbst Orgelbauer wurden und den väterlichen Betrieb fortführten. Stumm und seine Nachkommen schufen über 370 Kirchenorgeln, von denen etwa 140 erhalten sind. Viele davon gelten als musik- und kunsthistorische Glanzstücke.
Sein Bruder Johann Nikolaus war der Begründer der Montanunternehmerfamilie Stumm.
In seiner Heimatgemeinde Sulzbach, der er seine letzte Orgel als Geschenk vermachte, pflegt ein Stumm-Orgelverein die Erinnerung an den großen Meister.